# A la sombra de un león (canción)
A la sombra de un león es el título de una canción compuesta por Joaquín Sabina y Josep Maria Bardagí y grabada por primera vez por la cantante madrileña Ana Belén en 1988.

## Descripción
El tema, repleto de referencias a la ciudad de Madrid, narra la historia de amor de un paciente, el número 16, del psiquiátrico de Ciempozuelos, que consigue escapar de su reclusión tan solo para encontrar a su amada, que no es otra que la estatua de Cibeles de la capital. Otras referencias a la ciudad incluyen la administración de lotería de Doña Manolita, El Corte Inglés y el edificio sede del Banco de España (que en la canción se referencia como Banco Central).
Según se narra en las memorias de Víctor Manuel, marido de la intérprete original, la canción fue un regalo que Sabina le hizo a Ana Belén una noche de cena en la residencia del matrimonio.

## Versiones
El propio Sabina grabó el tema a ritmo de bachata junto al cantante dominicano Víctor Víctor en 2006 para su LP Bachata entre amigos.
Versionado por Sole Giménez para el LP homenaje a Sabina Entre todas las mujeres (2003) y por Pancho Amat en La Habana canta a Sabina (2011).
En 2020 Sabina la interpreta de nuevo, en esta ocasión a dúo con Vanesa Martín.